# L'Ancre rouge
 (octobre 2018).
Si vous disposez d'ouvrages ou d'articles de référence ou si vous connaissez des sites web de qualité traitant du thème abordé ici, merci de compléter l'article en donnant les références utiles à sa vérifiabilité et en les liant à la section « Notes et références ».
L’Ancre rouge, sous-titré Journal de débochage et qualifié de Gai éphémère, est un journal de tranchées, créé en avril 1916 et édité sur le front pendant la Première Guerre mondiale. C’est l’organe du 9e bataillon d'instruction du 6e colonial.
La rédaction affiche son programme dès le premier numéro, Rire, même si elle n'exclue pas d'aborder des sujets douloureux au point d'être sujette à la censure : « Tous nos lecteurs auront compris qu'il était loin de notre pensée de les inciter à rire à tous propos et hors de propos (...) Nos lecteurs perçoivent la différence, nous en sommes convaincus ».

## Périodicité et tirage
Comme le rappelle la couverture du journal, l'Ancre rouge était un journal hebdomadaire paraissant le dimanche. Il était tiré à environ 600 exemplaires. Les aléas de la guerre et les difficultés matérielles ont parfois provoqué du retard et des interruptions de parution : le journal excuse ainsi avec humour le retard de parution en couverture du numéro 9 (« Ayez au moins la pudeur de ne pas qualifier votre journal d'hebdomadaire ») et assume son irrégularité (« Ces éclipses constituent même un des principaux charmes de notre journal. »). La rédaction s'excuse néanmoins quand l'hiver oblige à interrompre la parution pendant l'hiver 1916-1917.